# Operazione Windmill
L'operazione Windmill (OpWml) è stata una missione esplorativa di addestramento della US Navy svoltasi in Antartide durante gli anni 1947-48. Questa operazione si svolse a poca distanza dalla prima spedizione statunitense nell'area: l'operazione Highjump. 
La spedizione era guidata dal comandante Gerald L. Ketchum, della USS Burton Island, che fungeva da nave ammiraglia della Task Force 39 (composta dalla stessa e dalla USS Edisto).
Oltre agli scopi di addestramento, la spedizione aveva anche scopi geografici e di rilevazione di dati scientifici; alcune esplorazioni terrestri condotte nell'ambito dell'Operazione Windmill avevano inoltre lo scopo di verificare e sistematizzare i fotorilievi aerei di alcune aree interessate dalla precedente Operazione Highjump.
L'arcipelago delle isole Windmill prende il nome dall'operazione.